# Ніколе Васілеску-Карпен
Ніколе Васілеску-Карпен (*10 (10) грудня 1870, Крайова — †2 березня 1964, Бухарест) — румунський інженер та фізик, який працював у галузі телеграфії та телефонії та мав досягнення у механічній інженерії, еластичності, термодинаміці, телефонії великих відстаней, електрохімії та цивільній інженерії.

## Біографія
Після навчання у Вищій школі Кароля І в Крайові він вступив до Школи мосто-, дорого-, та шахтобудування в Бухаресті. Після закінчення навчального закладу в 1891 році, він працював цивільним інженером три роки. Згодом він відправився до Парижу вивчати фізику у Паризькому університеті. В 1904 році він здобув ступінь доктора наук за роботу «Дослідження магнетичних ефектів наелектризованих тіл, що рухаються» (Recherches sur l'effet magnétique des corps electrisés en mouvement). Після року викладацької роботи як професор Лілльського університету, він повернувся до Румунії, щоб викладати у Школі мосто-, дорого-, та шахтобудування, де його у лютому 1920 року призначили директором. Завдяки його зусиллям Школа того року переформувалася у Політехнічний університет Бухареста. Васілеску-Карпен був першим ректором цього університету і залишався на цій посаді до 1940 року.
Вважають, що у 1908 році він винайшов стовп Карпена. Він був інженером, який впровадив постійний телефонний міст між Брасовом та Бухарестом. Він впровадив «провідні телеграми», що передавалися електричною мережею у всьому Королівстві Румунії до 1920 року. Він став провідним членом Румунської академії в 1923 році, був позбавлений членства новим комуністичним режимом в 1948 році, знову був відновлений у 1955 році.

## Стовп Карпена
Стовпом Карпена називають батарею, яка надавала безперервний струм понад 60 років, роблячи її або надзвичайно ефективним пристроєм для зберігання енергії, або містифікацією, деякі газети називали стовп Карпена перпетуум мобіле, але більшість вчених заперечують це, адже такий пристрій порушував би другий закон термодинаміки. Пристрій знаходиться у Національному технічному музеї Дімітріе Леоніда, і до 2010 року він безперервно працював 60 років.